# Береснёвка (Хойникский район)
Береснёвка (бел. Бераснёўка) — упразднённая деревня в Хойникском районе Гомельской области Беларуси. Входила в состав Великоборского сельсовета.

## Экология и природа
В связи с радиационным загрязнением после катастрофы на Чернобыльской АЭС жители переселены в места, не загрязнённые радиацией.

## История
В 1897 году фольварк Береснёвка (Буда), владение Аскерко. В Автютевичской волости Речицком уезда Минской губернии. Возле фольварка — одноимённая слободка. В 1920-е годы на месте бывшего имения созданы хутора.
С 8 декабря 1926 года в Мутижарском сельсовете Юровичского района Речицкого, с 9 июня 1927 года Мозырского округов, с 10 ноября 1927 года в Хобненском сельсовете, с 20 февраля 1938 года Полесской, с 8 февраля 1954 года Гомельской областей.
В 1959 году деревня в Великоборском сельсовете.

## Население

### Численность
2011 год — жителей нет.

### Динамика
- 1897 год — 5 дворов, 34 жителя (согласно переписи).
- 1909 год — 106 жителей.
- 1926 год — 8 дворов, 54 жителя.
- 1927 год — 12 дворов, 60 жителей.
- 1959 год — 60 жителей (согласно переписи).
- 1970 год — 50 жителей
- 1980-е — жители переселены.